# المظفر زين الدين حاجي

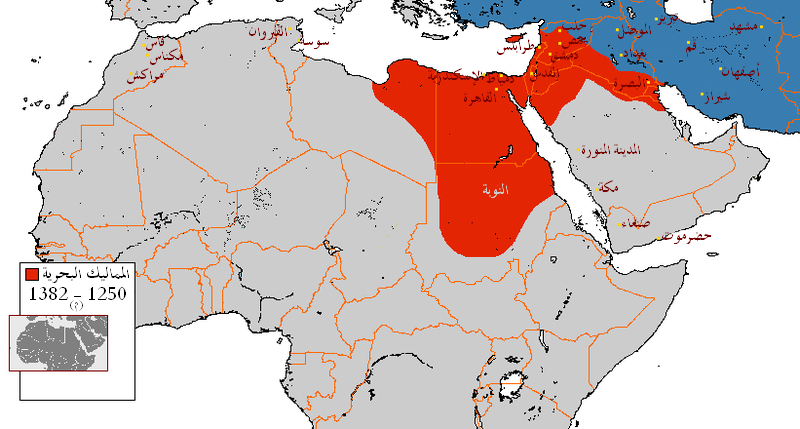
السلطنة المملوكية في أقصى توسعها

السُّلْطَان الْملك المظفر زَيْنُ الدِّينِ حَاجِي بن النَّاصِرُ مُحَمَّدُ بن الْملك الْمَنْصُور سيف الدّين قَلَاوُونَ الألفي العلائي الصَّالِحِي  (طريق الحجاز، 732 هـ / 1332م - القاهرة، 748 هـ / 16 ديسمبر 1347م) ، السلطان الثامن عشر للدولة المملوكية ، وسادس السلاطين من أبناء السلطان الناصر محمد بن قلاوون.

## سيرته الشخصية
ولد زين الدين حاجى سنة 1331م في طريق الحجاز بعد فراغ والديه من الحج فلما بشر والده السلطان الناصر محمد بن قلاوون بمقدمه سماه «الملك سيدى حاجي» (نسبه لـ حاج).، وكان من النادر أن يتم تسمية ابن أحد سلاطين باسم "ملك" قبل أن يتولي السلطنة. تزوج المظفر حاجي من بنت سيف الدين تنكز في 15 يناير عام 1347م و أنجب منها ابنه المنصور صلاح الدين محمد الذي سوف يصبح سلطانا من عام 1361م - 1363م وكان للمظفر حاجي ابن اخر يدعي "أحمد" انجبه من امرأة أخرى.
كان المظفر حاجي معروفا بحبه للعامة وممارسة ألألعاب الرياضية والفنون القتالية مثل المصارعة والبولو وسباق الحمام ، وكان التحطيب هي رياضته المفضلة و يلعبها يوميا مع اصدقائه من أهل القاهرة الذين كانوا يقومون بزيارته في القصر السلطاني ، ومع الوقت أصبح السلطان حاجي بن قلاوون متمرس في هذه الرياضة.
بويع سلطاناً على مصر والشام وهو في سن التاسعة عشر من عمره، بعد أن عُزل اخوه الكامل شعبان. وحكم مصر والشام حوالي سنة وثلاثة أشهر من عام 1346م إلى 1347م. ووصف بالهوج والدموية.

## تنصيبه
بعد أن قبض عليه أخاه شعبان هو واخوه حسين بنية قتلهما تمرد الأمراء بزعامة الأمير أرغون شاه، فخرج لهم شعبان من قلعة الجبل بنصيحة زوج والدته أرغون العلائى لمحاربتهم، فاسروا أرغون العلائى، وإنفض عنه فرسانه ومماليكه، فهرب لداخل القلعة واختبأ عند أمه بقي كذلك حتى تمكن الأمراء من إخراج حاجى وحسين من الحجز وقبضوا عليه وهو مختبئ في قاعة الزيرة وسجنوه في قاعة الدهيشه التي كانت سجناً لأخويه حاجى وحسين من قبل (انظر: سيف الدين شعبان). يحكى أن الأمير أرغون عندما أطلق سراحهم قبل الأرض لحاجى وقال له: «باسم الله اخرج أنت سلطانا» وأخدهم وأقعدهم على باب الستارة، وبعدما قبض على شعبان طلب الخليفة والقضاة أن ياتوا وركب حاجى على حصان وذهب به على الإيوان ومعهم أمير حسين وحمله المماليك على أكتافهم. وجلس حاجى على عرش مصر وهو في سن الخامسة عشر من عمره، وبعد ما حلفه الأمراء على ألا يؤذي أحد منهم، بايعوه ولقبوه بلقب «الملك المظفر»، وسافر الأمير بيغرا إلى الشام لإبلاغ الأمير يلبغا اليحياوى نائب السلطنة في الشام الذي كان في ما مضى متمرداً على السلطان سيف الدين شعبان. فلما بلغ بالذي حصل في مصر فرح وبايع زين الدين حاجى هو وباقي النواب في الشام وخطبوا له على المنابر وكتبوا إليه التهاني.

## تنظيم الأحوال
بدأ حاجى حكمه بالقبض على أكثر من خادم من خدام الكامل شعبان وحاشيته، وطلب منهم إرجاع الرشاوي التي أخذوها من الناس ليقضوا لهم مصالحهم، وصادر أموالهم وممتلكاتهم. وطرد الأمراء أم الكامل شعبان ونساءه من قلعة الجبل وجمعوا جوارى قصره ووأحصوهم فناهزوا الـ 500 جارية، فأخذوهم وفرقوهم على بعض. وصودرت ممتلكات المغنية اتفاق (انظر:سيف الدين شعبان) وأخرجوها هي أيضاً من القلعة. ورحل الأمير أرغون العلائى زوج أم شعبان على سجن الإسكندرية.
وصدر السلطان حاجى مرسوماً باسترجاع كل الأملاك التي أخذتها نساء الكامل شعبان لأصحابها. ونودي في القاهرة ومصر برفع المظالم التي حصلت في عهد شعبان ومنع كل الملاعيب في الشوارع. وعثر على صندوق مفتاحه كان مع أحد المقبوض عليهم اسمه الشيخ على الدوادار لما فتحوه لقوا جواه قوارير فيها مواد لما كشف عليها العلماء اتضح ـنها سموم مميته وقر الشيخ على أن رجل مزين قد قابل شعبان فيما مضى حينما كان مسجوناً في قوص مع اخواته، ولما سمع انه تولى السلطنة ذهب له وعرض عليه ان يصنع له سموم كان يصنعها مع رجل رومي اسمه اقسنقر الرومى وكانوا يجلبون هذه الأعشاب والمواد الضارة من الشام.
وكجاري العادة بعد تنصيب سلطان جديد على العرش، حدثت تغييرات وتبديلات، فناس رفعت وناس وطئت، وناس أخرجت من السجن وأناس أدخلوا إلى السجن، كما عين الأمير أرقطاى على كره منه نائباً للسلطان.
أرغون شاه الذي قاد التمرد على الكامل شعبان ووضع حاجى على العرش  عُيَّن نائب على صفد وكان هذا لإبعاده عن مركز السلطنة. وذلك لأن أرغون كان قد أصابه الغرور بعد نجاحه في إسقاط الكامل شعبان، وبدأ يتدخل في شؤون السلطان الحكم، وأدى هذا لنقمة السلطان حاجي عليه وكاد أن يعتقله لولا ثنيه من قبل نائب السلطنة أرقطاى، فاكتفى بإبعاده إلى صفد.

## رجوع المغنيه اتفاق
شويه وبدأ سيف الدين حاجى يمشى على خطى اخوه شعبان، فاتجوز أرملته بنت الأمير تنكز وعمل فرح كبير دام سبع تيام جاب فيه الرقاصين والمغنيين من كل حته ودفع لهم مبالغ كبيرة، ورش الدهب على عروسته وجهزها بجهاز غالى، ورجع المغنيه اتفاق وخدامينها وجواريها القلعة، وبعد ما اتجوزها في السر فرش تحت رجليها الحراير ورش عليها الدهب فغنت له على العود وإتهوس بيها واداها فصوص الماظ وست لؤلؤات تمنهم بالشئ الفلانى. واصدر مرسوم بترجيع مرتبات اتفاق وخدامينها وجواريها، وجاب عبد على العواد مدرس اتفاق القلعة، وبعد ما غنى له هو كمان وهبه إقطاع وهدايا. انهمك المظفر حاجى في متعه الشخصية، وفوق اتفاق بقى غاوى كمان جاريه اسمها سلمى وجاريه اسمها الكركيه، وانشغل بالتلاته عن شئون الأمرا والدولة وبقى يصرف عليهم ببذخ، فبدأ الأمرا والمماليك يتكلموا في الموضوع، ولما عرف حاجى بكلام الأمرا قرر انه يقبض على كام واحد منهم ن لكن الأمير أرقطاى نايب السلطنة، وكان راجل عنده حكمه، قعد ينصح فبه انه ما يقدمش ع الخطوة دى لغاية ما غير قراره. لكن الأحوال كانت ابتدت تتشقلب من جديد والمصاريف بدأت تزيد من الإسراف وكترة مرتبات الخدامين والعبيد والقهرمانات والعجايز اللى بياخدوا اعانات من الدولة، لدرجة انها بقت اكتر من المصاريف اللى كانت أيام الكامل شعبان. وبدأ حاجى يلم حواليه خاصكيته وانضم ليهم الأمير غرلو اللى بقى ينصح حاجى وحاجى ياخد بنصايحه طوالى. وانشغل حاجى كمان بلعب الكورة مع خاصكيته في الميدان تحت القلعة، وبعمل الولايم في منتجع سرياقوس. في وليمه من دول دبح الأمير ملكتمر الحجازي خمسميت خروف، وجاب أهل الرقص والمغنى، وعزم حاجى والأمرا بسبب خسارته رهان على ماتش كوره لعبه ضد السلطان. لعبة الكورة دى كانت بتتلعب على الحصنه زى رياضة «البولو» وكانت من الرياضات المحببه في مصر في العصر المملوكى.
نصح الأمراء زين الدين حاجى بان يخرج من القلعة النساء الثلاثة، اتفاق وسلمى والكركية، وينتبه لشئون المملكة وخوفوه من عاقبة اهماله شئون الدولة فوافق على مضض وراح يبحث على شيء يشغله عن فراق النساء فقرر انه يربى الحمام، ووصنع حظيرة فوق سطح الدهيشه وملائها بالحمام.
لكنه بقي بدل أن يكون مشغولاً بالنساء أصبح مشغولاً بالحمام، واتلم على شوية ناس من بره القلعة وبقم يجولوه ويعملوا مباريات تحطيب طول الليل، ورجل اسمه الشيخ على بن الكسيح كان يأتي مع الحظايا وينقل إليه ما يقال عنه. فشق ذلك على ألامراء وحدثوا الأمراء ألجيبغا وطنيرق، وهؤلاء كانوا من كبار خاصكيته ومقربينه، فلما ذهبوا إليه غضب وأطلق لسانه عليهما وذهب وأحضر الحمام وذبحهم أمامهما ووقال: «والله لأذبحنكم كما ذبحت هذه الطيور».

## قتل الأمراء
هون الأمير غرلو الذي كان مسيطرا عليه عليه أمر الأمراء ونصحه انه يفتك بهم، واتفقوا على انهم يقتلوا الأمراء آقسنقر الناصرى، وملكتمر الحجازي ووعدة أمراء اخرين، ولما جم الأمرا القلعة اتقتل اقسنقر وملكتمر، واتقبض على كذا أمير، واتصادرت ممتلكاتهم. لما عرف الأمير يلبغا اليحياوى نايب الشام باللى حصل غضب وكتب للنواب عن اللى حصل وبدأ يستعد للخروج عن طاعة المظفر حاجى زى ما خرج قبل كده عن طاعة أخوه الكامل شعبان.
واكثر البدو في مصر من قطع الطريق وترهيب السكان وكثرت أعمال النهب منهم وزادت جرائمهم وقتلهم للناس وخطف محاصيل الفلاحين.
ويذكر تقي الدين المقريزي مانصه: «كثر عبث العربان بأرض مصر، وكثر سفكهم للدماء، ونهب الغلال من الأجران».
وقد وصلت للسلطان أخبار من الصعيد ومنطقة الفيوم عن حشود البدو في الصعيد وقطعهم الطريق بحيث بقيت الناس عاجزة عن السفر والتنقل من بلد لبلد، إلا ان زين الدين حاجى لم يبد اهتماماً وفضل ملهى في هواياته وعايز يحتفظ بالعسكر جنبه فيقدر يبعتهم الشام لو تمرد النواب هناك بسبب قتله للأمرا. لكن حاجى قدر يستميل الامراء والنواب في الشام ويألبهم على الأمير يلبغا اليحياوى نائبه في الشام وعزله فأنفض الأمرا عنه وهرب لكن اتقبض عليه واتقتل.
سلطات الأمير غرلو اللى بقى أمير سلاح زادت وبقى مسيطر بالكامل على حاجى ونصحه بحبس وقتل الأمراء الذين لا يوافقون هواه، ووطلب منه ان يفوضه بأمور المملكة ويفضى هو لهواياته ولذاته، فبقى كل الأمراء وأرباب الدولة خايفين منه لغاية ما قدروا يدبروا له مؤامره ويقلبوا حاجى عليه ويخوفوه منه وقبضوا عليه وقتلوه.
خرج الامراء في رحلة صيد وسافر أرقطاى نائب السلطنة على الصعيد وخلا الجو لحاجى فرجع الحمام وسمح برجوع الملاعيب للقاهره، وبقى يروح يقابل خدامين القلعة وبتوع الحمام ويقف معاهم ويراهنهم على الحمام. وأمر المؤذنين في الجوامع أن يخفضوا أصواتهم وقت ما يرون الحمام لكي لا يزعج.
و اندمج حاجى مع عامة الناس والصيع وبقى يقلع هدومه ويدخل معاهم في مباريات مصارعه ورمى رمح وباليل يجيب على العواد ويسهروا يغنوا. وفوق كده وقع في حب جاريه تانيه اسمها «كيدا» اشترى لها أملاك وصرف عليها فلوس كتيره. بعزق حاجى فلوس كتيره على حظاياه والخدم والعبيد واصحابه الأوباش والحمام، وكان بينثر الدهب واللولؤ على الخدامين والجوارى ، وبيحكى ابن إياس انه كان بيعمل للحمام خلاخل وسلاسل دهب وكان مطعم عششه بالعاج والأبنوس، وبدد عليه مبالغ ضخمه.

## السقوط
أصبح الأمراء ناقمين من تصرفات حاجى ولعبه بالحمام ومصاحبة الأوباش. وعلى الرغم أن اللعب ومصاحبة الأوباش في حد ذاتهم ما كانوا مشكله بالنسبة للأمراء انما المشكلة انه كان بيبدد من خزانة الدولة وهذا سبب غلاءً في مصر والشام. الأمرا ألجيبغا وطنبرق كلموه تانى وحذروه من مغبة تصرفاته، فغضب ودبح الحمام وقالهم تانى: «والله لأكون دابحكم كلكم ذى ما دبحت الحمام ده». وتانى يوم وزع خشداشية أليبغا وطنبرق على الشام وراح اشتكى لحظاياه وكان معاهم الشيخ على الكسيح وقالهم انها ما بقتش عيشه بالمنظر ده وانه حا يدبح أليبغا وطنبرق اللى منكدين عليه عيشته. لكن على الكسيح نقل الكلام للأمير ألجيبغا وقاله يحرص هو والأمير طنبرق لإن حاجى مش حايسيبهم. وفعلاً بدأ حاجى يهدد ألجيبغا ويعامله معامله وحشه. وابتدا الأمرا يحضروا نفسهم للتخلص من حاجى واتفقوا مع بعض وضموا الأمير أرقطاى نايب السلطنة لصفهم. وبعت الأمير ألجيبغا للسلطان حاجى يعرفه أنه والأمرا انشقوا عليه وطلب منه يروح لهم تانى يوم عند قبة النصر. وراح الأمرا واتجمعوا بسلاحهم وعساكرهم عند قبة النصر وبعث حاجى لنائبه أرقطاى يعاتبه على خروجه عليه وانضمامه للأمراء المتمردين، فرد عليه أرقطاى: «مملوكك اللى ربيته ركب عليك، وقالنا ان نيتك وحشه، أنت قتلت مماليك أبوك، وأخدت فلوسهم، وهتكت حريمهم من غير وجه حق، وناوى تخلص على الباقى، مع انك أول من حلف انك ما تخونش الأمرا وما تخربش بيت حد»، فسأله حاجى هما عايزين ايه يعملهلهم، فرد عليه الأمرا انهم عايزين سلطان غيره، فقال لهم: «انا لم امت الا على ظهر حصانى» وراح عليهم بمماليكه، إلا إن الأمراء الذين كانوا معه هربوا منه واحد تلو الأخر ولم يتبقى معه إلا حوالي عشرين فارس، وإلتم عليه الأمراء وقبضوا عليه واخذوه على حصان على تربة آقسنقر الرومى تحت الجبل وأنزلوه من الحصان لكي يقتلوه، فتوسل لهم: «بالله لا تستعجلوا على قتلي وخلوني ساعة» فردوا عليه: «فكيف استعجلت على قتل الناس، ولو صبرت عليهم صبرنا عليك».
قتل السلطان زين الدين حاجى في يوم الأحد 16 ديسمبر 1347 وهو في سن العشرين من عمره، بعد حكم دام حوالي سنة وثلاثة أشهر. وصفه المقريزى بإنه كان شجاع وجرئ على الدنيا ومنهمك في الفساد وتضييع الأموال.

## عملات زين الدين حاجى
تشير العملات المسكوكة في زمن المظفر حاجى ان اسمه كان «سيف الدين حاجى» لا «زين الدين حاجى» مثل ما قاله بعض المؤرخين.
اسمه وألقابه نقشت على المسكوكات بهذا الشكل: «السلطان الملك المظفر سيف الدنيا والدين حاجى بن الملك الناصر محمد».

## فهرست وملحوظات
1. ↑  يشير إليه المؤرخون أمثال المقريزي وابن تغرى بلقب " زين الدين "، على الرغم من أن العملات التي سكت زمن ولايته نقش عليها اسم " سيف الدين " لا "زين الدين"
2. ↑  مهدى، 281
3. ↑  يعتبر بعض المؤرخون أن شجر الدر هي أول سلاطين المماليك. وفي هذه الحالة يصبح زين الدين السلطان المملوكى التاسع عشر بدل الثامن عشر (قاسم، 22).
4. ↑  ابن إياس، 1/513
5. ↑  النجوم الزاهرة الجزء العاشر صفحة ١٢٦.
6. ↑  الأدب في العصر المملوكي الجزء الرابع صفحة ٥٦.
7. ↑  المقريزى، 4/85
8. 1 2  مهدى، 128
9. ↑  المقريزى، 4/34-35
10. ↑  المقريزى، 4/35-36
11. ↑  المقريزى، 4/38
12. ↑  المقريزى، 4/39
13. 1 2  المقريزى، 4/40-41
14. ↑  المقريزى، 4/43
15. ↑  السعداوى، 52
16. ↑  المقريزى، 4/44-47
17. ↑  المقريزى، 4/47-48
18. ↑  المقريزى، 4/46
19. ↑  المقريزى، 4/49
20. ↑  المقريزى، 4/49-50
21. ↑  المقريزى، 4/50-53
22. ↑  المقريزى، 4/54-56
23. ↑  ابن إياس، 1/516
24. ↑  المقريزى،4/56-58
25. ↑  المقريزى،58/4
26. ↑  شفيق مهدى، 129 و 303